# ザ・デストロイヤー
ディック "ザ・デストロイヤー" ベイヤー（Dick "The Destroyer" Beyer、本名：Richard John Beyer、1930年7月11日 - 2019年3月7日）は、アメリカ合衆国のプロレスラー。ニューヨーク州バッファロー出身のドイツ系アメリカ人。
日本では「白覆面の魔王」の異名を持つ覆面レスラーとして、足4の字固めを武器に力道山やジャイアント馬場と対戦。テレビタレントとしても活躍した。息子のカート・ベイヤー、娘婿のダニー・スパイビーもプロレスラーである。

## 来歴

### デビュー
シラキュース大学教育学部卒業、シラキュース大学大学院修士課程修了。在学時からアメリカンフットボールの選手として活躍し、卒業後も母校のコーチを務めていたが、レスリングでも実績を残していたため、1954年にアメリカのプロレス団体からのオファーを受けてプロレスラーとしての活動も並行して始める。

### 北米での活躍
デビュー後から1960年代初頭にかけては素顔の「ディック・ベイヤー（Dick Beyer）」として、地元のバッファローやクリーブランドなど、後にNWFの拠点となる五大湖エリアを主戦場にベビーフェイスのポジションで活動。ダン・ミラー、フレッド・アトキンス、ジョン・トロス、アンジェロ・ポッフォ、ワルドー・フォン・エリックらと対戦し、ボボ・ブラジルのパートナーにも起用された。
1962年、白地に赤や青の縁取りを付けたマスクを被り、ヒールの覆面レスラー「ジ・インテリジェント・センセーショナル・デストロイヤー（The Intelligent Sensational Destroyer）」に変身。ロサンゼルスのWWAにて、同年7月27日にフレッド・ブラッシーを破りWWA世界ヘビー級王座を獲得、覆面レスラー初の世界チャンピオンとなった。その後、1964年にも7月22日にディック・ザ・ブルーザー、11月13日にカウボーイ・ボブ・エリスから同王座を奪取し、通算3回にわたってWWA世界ヘビー級王者となっている。WWAではハードボイルド・ハガティをパートナーに、ブラッシー&ミスター・モトなどのチームを破り世界タッグ王座も2回獲得した。
NWA圏では1964年上期、オレゴンおよびワシントン州のパシフィック・ノースウエスト地区にてマッドドッグ・バションやニック・ボックウィンクルと抗争。サンフランシスコのアメリカン・レスリング・アライアンスでは義兄弟ビリー・レッド・ライオンとのコンビで活動し、1965年にレイ・スティーブンス&パット・パターソンと世界タッグ王座を争った。テキサスでは1966年2月8日、ダラスにてゴールデン・テラー（ミスター・アトミック）と組み、当時アメリカ修行中だったカンジ・イノキ&デューク・ケオムカから東テキサス版のNWA世界タッグ王座を奪取している。

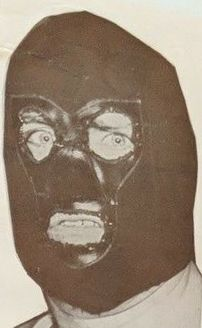
ドクターX（1969年）

1968年には、かつての全米3大メジャー団体の1つであるAWAで黒覆面の「ドクターX（Dr. X）」を名乗り、8月17日にバーン・ガニアを倒し第23代AWA世界ヘビー級チャンピオンとなった。8月31日にガニアにタイトルを奪還され短命王者となるも、戴冠中はザ・クラッシャー、マイティ・イゴール・ボディック、ビル・ワットらの挑戦を退けている。
NWA圏ではザ・デストロイヤーに戻り、ロサンゼルスでは1969年8月15日、後に日本でも幾多の好勝負を残すこととなるミル・マスカラスのNWAアメリカス・ヘビー級王座（かつて自身が戴冠していたWWA世界ヘビー級王座の後継タイトル）に挑戦。1970年9月30日にはハワイにてペドロ・モラレスからNWA北米ヘビー級王座を奪取、12月16日にビル・ロビンソンに敗れるまで、ザ・シークやジョニー・バレンドを相手に防衛戦を行った。
以後、1970年代前半もロサンゼルスやハワイ、ドクターXの名義でAWAなどで活動。AWAでは1971年よりベビーフェイスに転向しており、ボックウィンクル、スティーブンス、ラリー・ヘニング、ラーズ・アンダーソン、バロン・フォン・ラシク、イワン・コロフ、ダスティ・ローデスなどのヒール勢と対戦。クラッシャー、ロビンソン、レッド・バスチェン、ワフー・マクダニエルらと組んでボックウィンクル&スティーブンスが保持していたAWA世界タッグ王座にも再三挑戦した。
その後、1973年より全日本プロレスの所属選手となってからも、ロサンゼルスやサンフランシスコなど西海岸を中心に、アメリカのリングに時折出場した。日本へのレギュラー出場を終えた1979年以降は、カナダのトロントやモントリオール地区などで活動。トロントでは1980年1月13日、ボブ・バックランドのWWFヘビー級王座に挑戦。モントリオールでは1983年1月10日、ロビンソンを破ってインターナショナル・ヘビー級王座を獲得、自身のキャリアにおける最後のタイトル戴冠を果たした。同年5月17日にはニューヨーク州シラキュースでのWWFのハウス・ショーにおいて、当時アメリカ遠征中だった藤波辰巳と対戦している。

### 日本での活躍
1963年5月、日本プロレスに初来日して力道山と対戦、足4の字固めをめぐる壮絶な攻防は全国に一大センセーションを巻き起こした。同年5月24日に東京体育館で行われたWWA世界選手権は平均視聴率64%を記録、これは今日においても歴代視聴率4位にランクされている。力道山とのシングルマッチは通算1勝1敗2分。力道山の死後も、豊登とWWA世界ヘビー級王座を巡る激闘を繰り広げ、さらにジャイアント馬場を新たなライバルとして日本プロレスの人気外国人レスラーの地位を確保するようになる。
1965年6月3日には札幌にて義兄弟のビリー・レッド・ライオンと組み、豊登&馬場からアジアタッグ王座を奪取。馬場&アントニオ猪木のBI砲が保持していたインターナショナル・タッグ王座にも、1969年2月26日にブル・ラモス、同年11月1日にバディ・オースチンと組んで挑戦している。猪木とも好勝負を残しており、シングルマッチは通算1勝1敗2分であった。
日本陣営と流血戦を展開していた大ヒールのデストロイヤーであったが、その陽気なキャラクターでファンの支持を獲得し、全日本プロレス旗揚げ後の1972年の来日時「馬場に負けたら助っ人として日本に残る」と宣言。敗れたデストロイヤーはその後、1973年3月から1979年6月にかけて全日本プロレスの所属選手として活動する。
以降、PWF認定USヘビー級王者として、アブドーラ・ザ・ブッチャーやミル・マスカラスらと王座を賭けた名勝負を残した。1975年3月12日には富士宮において、ジャック・ブリスコが保持していたNWA世界ヘビー級王座に挑戦している。全日本では若手選手のコーチ役も担当し、ジャンボ鶴田をはじめ大仁田厚や渕正信などが教えを受けた。

#### 覆面世界一決定十番勝負
「NWA本部を差し置いて『覆面世界一』を名乗ることは出来ない。世界の強豪マスクマン10人を破って初めて世界一を名乗れる」というアングルに端を発する『覆面十番勝負』は、1974年7月25日のミル・マスカラス戦を皮切りに、1976年8月28日の最終戦まで2年間に渡って行われた。キラー・カール・コックスが変身したザ・スピリット、ディック・マードックが変身したザ・トルネードなどの急造マスクマンも多く含まれていたとはいえ、「刺客」として送り込まれるミスター・レスリング、ジ・アベンジャー、ザ・バラクーダ、カリプス・ハリケーン、ブルー・シャーク、スーパー・デストロイヤーら実力者相手の連戦で『タイガーマスク』のストーリーにも似た興奮を醸し出した。なお、覆面を模したオリジナルチャンピオンベルトも存在する。最終戦のスーパー・デストロイヤー戦は日本で初となった「敗者覆面剥ぎ（マスカラ・コントラ・マスカラ）」ルールで行われ、敗者のスーパー・デストロイヤーは試合後に覆面を剥がされ、素顔を晒している。
なお、ブラック・デビルについては、200cm、150kgと紹介されていた巨漢の宣伝写真とは似ても似つかぬ小型選手（マヌエル・ソト）であったことから、ファンの間で「偽物」との声が高まり、慌てた馬場と日本テレビが「このデビルはニセモノ。PWFに抗議した。改めて本物を次期シリーズに呼ぶ」と発表して大型選手（ブラックジャック・モース）を招聘したが、そもそもは「本物」自体が存在しない急造覆面レスラーに過ぎなかった。急造ではなく、実際に当時のアメリカで覆面レスラーとして継続的に活躍していたのはミスター・レスリングとスーパー・デストロイヤーのみである。
全成績
| 試合数 | 年月日        | 会場                 | 結果 | 対戦相手                                    | 内訳 |
| ------ | ------------- | -------------------- | ---- | ------------------------------------------- | --- |
| 1      | 1974年7月25日 | 両国日大講堂         | 2-1  | ミル・マスカラス                            | 1. 16分03秒 デストロイヤー 体固め 2. 4分52秒 マスカラス 体固め 3. 7分25秒 マスカラスの試合放棄によりデストロイヤー勝利       |
| 2      | 1974年8月9日  | 蔵前国技館           | 2-1  | ザ・トルネード=ディック・マードック         | 1. 11分17秒 トルネード 片エビ固め 2. 7分58秒 デストロイヤー 足四の字固め 3. 9分03秒 トルネードの反則によりデストロイヤー勝利 |
| 3      | 1974年10月5日 | 両国日大講堂         | 2-1  | ジ・アベンジャー=ムース・モロウスキー       | 1. 9分15秒 デストロイヤー 回転エビ固め 2. 2分44秒 アベンジャー 体固め 3. 7分14秒 デストロイヤー 四の字固め                   |
| 4      | 1975年1月4日  | 後楽園ホール         | 2-1  | ザ・バラクーダ=マリオ・ミラノ               | 1. 0分05秒 デストロイヤー 体固め 2. 12分00秒 バラクーダー 体固め 3. 6分57秒 デストロイヤー 体固め                            |
| 5-1    | 1975年1月22日 | 那覇市奥武山体育館   | 1-1  | カリプス・ハリケーン=サイクロン・ネグロ     | 1. 11分50秒 デストロイヤー 回転エビ固め 2. 5分22秒 ハリケーン 体固め 3. 5分51秒 両者リングアウトにより引き分け               |
| 5-2    | 1975年1月29日 | 東京都体育館         | 2-1  | カリプス・ハリケーン=サイクロン・ネグロ     | 1. 4分05秒 ハリケーン 体固め 2. 5分13秒 デストロイヤー エビ固め 3. 3分13秒 デストロイヤー 首固め                             |
| 6      | 1975年5月1日  | 岡山武道館           | 1-0  | ミスター・レスリング=ティム・ウッズ         | 1. 27分02秒 デストロイヤー 後方回転エビ固め                                                                                  |
| 7-1    | 1975年5月27日 | 広島県立体育館       | 2-1  | ブラック・デビル（偽物）=マヌエル・ソト     | 1. 12分23秒 デストロイヤー 体固め 2. 2分19秒 デビル 体固め 3. 3分34秒 デストロイヤー 体固め                                  |
| 7-2    | 1975年7月9日  | 大阪府立体育館       | 2-1  | ザ・スピリット=キラー・カール・コックス     | 1. 9分14秒 デストロイヤー 足四の字固め 2. 7分41秒 スピリット 体固め 3. 3分16秒 スピリットの試合放棄によりデストロイヤー勝利  |
| 7-3    | 1975年7月25日 | 両国日大講堂         | 2-1  | ザ・スピリット=キラー・カール・コックス     | 1. 9分38秒 スピリット 体固め 2. 3分12秒 デストロイヤー 体固め 3. 7分50秒 デストロイヤー 後方回転エビ固め                     |
| 8      | 1975年8月19日 | 札幌中島体育センター | 2-1  | ブラック・デビル=ブラックジャック・モース   | 1. 9分46秒 デストロイヤー 体固め 2. 5分46秒 デビル 体固め 3. 1分57秒 デストロイヤー 体固め                                   |
| 9      | 1976年2月21日 | 後楽園ホール         | 2-1  | ブルー・シャーク=ダン・ミラー               | 1. 6分22秒 シャーク 体固め 2. 6分35秒 デストロイヤー 足四の字固め 3. 4分44秒 デストロイヤー エビ固め                         |
| 10     | 1976年8月28日 | 両国日大講堂         | 2-1  | スーパー・デストロイヤー=ドン・ジャーディン | 1. 17分35秒 S・デストロイヤー 体固め 2. 2分50秒 デストロイヤー 体固め 3. 8分02秒 デストロイヤー 足四の字固め                 |

#### 金曜10時!うわさのチャンネル!!
そのユニークなキャラクターから、日本テレビ系で放送されたバラエティー番組『金曜10時!うわさのチャンネル!!』（司会：和田アキ子、せんだみつおら）にレギュラー出演し、和田に「おいデストロイヤー、こっちこい」などぞんざいに扱われて戸惑うなどコメディアン（ボケキャラ）としてのセンスを見せリングの外でも人気を博した。番組中徳光和夫に足4の字固めを仕掛け、徳光が「俺はギャラがないんだぞ!」「数日後には父親参観なんだよ俺」と叫びながら悶絶する姿が見られた。デストロイヤーの『うわさのチャンネル!!』への出演は、当時『全日本プロレス中継』のプロデューサーであった原章が考えたアイデアだった。
1979年6月、日本でのレギュラー出場に一旦終止符を打ち北米のマット界へ再び主戦場を移したが、その「日本陣営引退記念試合」として組まれた馬場との特別試合で、親日家であるデストロイヤーらしく、入場式ののち後楽園ホールの放送席に駆けつけ、「視聴者プレゼントに」とマスク（試合実用2枚、未使用多数）や試合に使われたガウンなどをサイン入りで寄贈した。また花束の贈呈にはうわさのチャンネル!!で競演した和田、せんだらも出席した。

### 引退 - 晩年
アメリカに戻ってからは年1回、全日本プロレスの「サマー・アクション・シリーズ」での特別参戦を続け、1993年に引退した。7月29日に日本武道館で行われた引退試合では馬場および息子のカートとトリオを組み、永源遙、渕正信、井上雅央組と対戦。井上を足4の字固めに仕留めた。退場時には、和田アキ子の『あの鐘を鳴らすのはあなた』がテーマとして使用された。その後はオハイオ州アクロンの高等学校で体育教師に転じ、水泳教室のインストラクターも務めた。
その後もたびたび来日して、日本のプロレス界やマスコミに登場を続けた。2007年には「レッスルキングダム2」の宣伝のためにブッチャーと共に登場した。同年12月20日、アントニオ猪木が主催するIGFが有明コロシアムで開催した「GENOME2〜猪木 Fighting Xmas〜」に特別立会人として来日。カート・アングルとケンドー・カシンの一戦では、場外でイスを振るおうとしたカシンを制止して会場のファンから大歓声を浴びた。
2011年8月27日には『ALL TOGETHER 東日本大震災復興支援チャリティープロレス』に登場、「デストロイヤー杯争奪 ALL TOGETHER スペシャルバトルロイヤル」の立会人を務めた。
2017年、プロレスラー時代から日米両国の友好親善および青少年交流に貢献してきた実績を評価され、日本政府より秋の叙勲において外国人叙勲者として旭日双光章を受章することが発表された。自身の健康状態を鑑みて来日を見送った代わりに翌2018年2月に米ニューヨーク州バッファローに於いて叙勲伝達式が行われ、高橋礼一郎ニューヨーク総領事（当時）より勲章が伝達された。
最晩年の2019年2月19日、『ジャイアント馬場没20年追善興行〜王者の魂〜』におけるアブドーラ・ザ・ブッチャーの引退セレモニーに際し、メッセージを送った。3月7日、アメリカ合衆国ニューヨーク州バッファローの自宅にて88歳で死去。長男のカートによると、7日正午過ぎに家族に囲まれて自宅のベッドで息を引き取ったという。

## 得意技
足4の字固め
デストロイヤーの代名詞的な技。ほぼ同じ技をバディ・ロジャースがスピニング・レッグロックとして使っていたが、フィギュア・フォー・レッグロックの名称で自身の看板技として広めた。
ドロップキック
若い頃のドロップキックは「誰よりも高く飛ぶ」と言われた。
ヘッドバット
マスクに凶器を仕込んで頭突きを打つ場合もあった。
エアプレーン・スピン
アルゼンチン・バックブリーカー
フライング・ボディシザース・ドロップ
モンキーフリップ（巴投げに近い技）
倒立式ダブルニードロップ
足4の字固めへの布石として、しばしば用いられた。

## 獲得タイトル
ワールドワイド・レスリング・アソシエーツ
- WWA世界ヘビー級王座：3回[5]
- WWA世界タッグ王座：2回（w / ハードボイルド・ハガティ）[6]
- WWAインターナショナルTVタッグ王座：1回（w / ドン・マノキャン）[38]

アメリカン・レスリング・アソシエーション
- AWA世界ヘビー級王座：1回（ドクターX名義）[10]

アメリカン・レスリング・アライアンス
- AWA世界タッグ王座（サンフランシスコ版）：1回（w / ビリー・レッド・ライオン）[8]

パシフィック・ノースウエスト・レスリング
- NWAパシフィック・ノースウエスト・ヘビー級王座：2回[7]
- NWAパシフィック・ノースウエスト・タッグ王座：3回（w / アート・マハリック）[39]

NWAビッグタイム・レスリング
- NWA世界タッグ王座（東テキサス版）：1回（w / ゴールデン・テラー）[9]

NWAミッドパシフィック・プロモーションズ
- NWA北米ヘビー級王座（ハワイ版）：1回[13]

日本プロレス
- アジアタッグ王座：1回（w / ビリー・レッド・ライオン）[23]

全日本プロレス
- PWF USヘビー級王座：4回[26]

Lutte Internationale
- インターナショナル・ヘビー級王座（モントリオール版）：1回[19]

プロレス大賞
- 1975年度 大衆賞

## エピソード
- プロレスの歴史上初めて、マスクマンとしてヘビー級のトップ戦線で活躍したプロレスラーである。覆面をかぶったのは、当時プロレスラーのライセンスを取得していなかったため、大きな団体で試合をするには正体を隠す必要があったことと、さまざまなスポーツ（アメフトだけでなく、野球、レスリングでも活躍していた）をやっていたせいで前歯が折れていたことから、素顔をさらすのに躊躇したためといわれる。また、素顔は優しい顔立ちの人物であることから、マスクで隠すことより迫力を出すためであったともされる。空港でもマスクを外さず、「ボク、デストロイヤー」と言って搭乗口を出ようとしたこともあるほど素顔を露出しなかったといわれているが、その一方で、ゴルフ練習場では暑かったのかマスクをその場で脱いでクラブを振るなど、よく分からない面もあった。
- ザ・デストロイヤーのマスクは、女性用のガードルから作られている。マスクマンになる時、妻と一緒に女性用下着売り場に行き、周囲から変な目で見られたという逸話を持つ。購入したガードルを素材として使用し、妻が手作りで加工し制作したマスクを愛用する愛妻家であった。
- マスクをしたまま、自動車を運転していたことが目撃されていた。
- 1974年2月10日のスポーツ報知での特集記事「デストロイヤーのマスクをはぐ」にて、素顔を公開したことがある。また、2019年11月17日付・東京スポーツ28面では、デビュー直後でまだマスクをかぶっていない姿のデストロイヤーが掲載されている。
- 第5回ワールド大リーグ戦の決勝戦前、リング上の力道山とキラー・コワルスキーの前にWWA世界チャンピオンとして来日したデストロイヤーは、次期シリーズに力道山相手に防衛戦を戦う旨のあいさつに訪れた。コワルスキーに手を差し出し握手するかに見えたデストロイヤーは、そのままつかつかとコワルスキーに近づくと、平手でぴしゃっとコワルスキーの頬を張った。コワルスキーは顔色を変えたが、大事な試合の前とあって乱闘にもならず試合が始まった。この時のことについて、後にデストロイヤーは、自著「4の字固めのひとりごと」内で、握手を求めたデストロイヤーに対し、コワルスキーが横を向いて「ローカルチャンピオンが・・・」とつぶやいたため、と説明していたが、コワルスキー死後、デストロイヤーの格上げを図るために、コワルスキーがリング上で咄嗟に提案したアイデアであると言を翻している。
- 1963年5月23日、静岡県駿府会館において、力道山との世界戦前日にジャイアント馬場と時間無制限1本勝負を行ったが、デストロイヤーはいつもの白覆面ではなく、“デビルマスク”と呼ばれる黒覆面を被ってリング上に登場した。“白覆面の魔王”ザ・デストロイヤーとして日本で行われた試合で黒覆面を被ったのはこの試合だけである。のち「ドクターX」のリングネームで黒覆面を被った（来歴・人物の項参照）。
- 翌5月24日、東京・千駄ヶ谷の東京体育館で行われた力道山とのWWA世界ヘビー級選手権試合は、日本プロレス史上に残る名勝負となった。力道山の空手チョップで前歯をへし折られながらも、ついに必殺の4の字固めに捉えたデストロイヤー。ところが力道山はギブアップせず、体を反転させて裏返しになり4の字固めをかけられたまま上から逆にデストロイヤーの足を責めつけた。そのまま二人は二転三転、どちらもギブアップしない。ついにレフェリーの沖識名はこれ以上やったら二人とも死ぬ、と叫んで引き分けを宣言した。試合後も両者の足は複雑に絡み合いなかなか外れなかったという。
- 1974年にはビクター音楽産業（RCAレーベル）から、『デストロイヤーの楽しいクリスマス』と題されたクリスマス向けのLPを日本で発表している。「ジングル・ベル」や「きよしこの夜」などといったクリスマス・ソングを日本語もしくは英語で歌ったもので、作品には妻も参加している。このLPは1万2000枚を売り上げ、シングルカットされた「赤鼻のトナカイ／ジングル・ベル」は8万枚を売り上げるヒットになった[40]。
- 親日家であり、終生に渡って毎年最低1回は日本を訪れていた。約6年間、麻布十番に程近い港区三ノ橋近辺に居住しており[41]、麻布十番納涼祭りで毎年チャリティサイン会を行なっていたほか、自ら設立した少年レスリングチームを率いての来日も有った。十番祭りでは毎年様々なグッズを持って来日し、サイン会場となっている携帯電話ショップの前はいつも大渋滞であった。また、アメリカの自宅には特注で設えた和室がある。
  - そんなデストロイヤーも、太平洋戦争の時は日本を敵視していた[2]。当時の話をデストロイヤーから聞いた力道山の未亡人・田中敬子によると、真珠湾攻撃を許せないと思っていたデストロイヤーは当初来日を拒絶していたが、1試合だけという約束で渋々了承し参加した1963年5月の試合でブレイクしたことから日本に対する見方が変わり、親日家に転じたという[42]。
- 1963年12月8日、力道山が暴漢に刺された日はデストロイヤーも飲み会の1次会で力道山と同じ会に参加していた。翌日早朝の飛行機でアメリカへ帰国するため2次会には参加しなかったが、後日「本当にボクが最後まで宴会にいたら、あんなことはさせなかった」と、言葉を詰まらせながら悔やんでいた[42]。
- 日本のプロ野球界に来る助っ人外国人選手との交流も多く、自身の滞日経験を生かし多くの外国人選手の良きアドバイザーとなった。ランディ・バースやレロン・リー、レオン・リー兄弟、同郷のマット・ウインタースなどはデストロイヤーへの感謝をいまだに忘れないという。
- ジャイアント馬場と全日本プロレスに対する信頼はかなりのもので、新日本プロレスから移籍して来たスタン・ハンセンに対して「スタン、君の移籍は大正解だ。私は全日本立ち上げから馬場と共にしているが、一度も嫌な思いをさせられたことはない」と声をかけ、ハンセンを安心させた。なお、デストロイヤーは1975年の初来日時のハンセンの対戦相手も務めた。さらに1999年5月2日の東京ドーム、馬場没後の「引退記念試合」に際し、最後の「タッグ・パートナー」に指名され、ブルーノ・サンマルチノ、ジン・キニスキー組と「対戦」。挨拶では日本語で「社長、ほんとうにお疲れさまでした」と声をかけ、会場中の涙を誘った。
- ザ・デストロイヤーはフリーメイソンのメンバーである[43]。
- 晩年はパークゴルフに親しんでおり、2013年にはニューヨーク州アクロン（英語版）にある自宅・農場の敷地内にパークゴルフ場「デストロイヤーパークゴルフ」を造成[44][45]。2016年、日本パークゴルフ協会から海外初の公認コースに認定された[46]。
- 朝日新聞が2015年5月2日の紙面で「記憶に残る昭和の外国人レスラー」と題して人気アンケートを実施。デストロイヤーは第2位にランクインする（1位はアブドーラ・ザ・ブッチャー）。同記事では、デストロイヤーの日本での人気はバラエティー番組出演に加え、全日本側に加わり、馬場と日米最強タッグを組むべビーフェース（善玉）になりきったことと共に「ブッチャーは血が流れればカネになるという考え方の一点張り。デストロイヤーは大学院出のインテリだけあって、本人の喜怒哀楽の勘所を完整に会得していましたね」と門馬忠雄が評価している。

## 入場テーマ曲
- アンダー・カヴァー・オブ・ザ・ナイト（ローリング・ストーンズ）

## その他

### 著書
- 『4の字固めのひとりごと : 力道山と最後に闘った男』ベースボール・マガジン社、1984年6月10日。ISBN 4583024282。
- 『マスクを脱いだデストロイヤー』ベースボール・マガジン社、2005年2月。ISBN 4583038410。

### テレビ
- 金曜10時!うわさのチャンネル!!（日本テレビ）
- 家族そろって三つの歌（日本テレビ、家族で出演）
- 新・底ぬけ脱線ゲーム（日本テレビ、不定期出演）

### 映画
- お姐ちゃんお手やわらかに（1975年、東宝）

### 音楽
- デストロイヤーの楽しいクリスマス（1974年 LP、RCA）
- 赤鼻のトナカイ（1974年 EP、RCA）

### CM
- ジャパンフリトレー チートス（坂上味和と共演）